# Застава Демократске Републике Конго
Застава Демократске Републике Конго је усвојена 20. фебруара 2006. 
Плава подлога заставе је дијагоноално подељена са три пруге, две спољње жуте, а унутрашња црвене боје. У горњем углу се налази жута звезда петокрака.
Плава је симбол мира, црвена крви проливене у борби за независност, а жута богатства земље. Звезда је симбол сјајне будућности земље.

## Старе заставе
- 2003–2006. застава
- 1997–2003. застава
- Застава Заира (1971–1997)
- 1966–1971. застава
- 1960–1963. застава усвојена по стицању независности
- Застава Асоцијације Интернационалних Африканаца, као и Слободне државе Конго (1877–1908) и Белгијског Конга (1908–1960)